# Jesús Alfaro (Fußballspieler, 1968)
Jesús Salvador Alfaro Coronado (* 1. Januar 1968 in Ciudad Victoria, Tamaulipas) ist ein ehemaliger mexikanischer Fußballspieler auf der Position des Torwarts.

## Leben
Alfaro begann seine Profikarriere in der Saison 1992/93 bei seinem Heimatverein UAT Correcaminos, für den er sein Debüt in der mexikanischen Primera División am 18. April 2003 bei der 0:1-Auswärtsniederlage gegen die UAG Tecos gab. Während er in der Saison 1992/93 nur diesen einen Einsatz absolvierte, wurde er bereits eine Saison später Stammtorhüter mit 22 Einsätzen.
Für die folgende Spielzeit wurde er vom Deportivo Toluca FC verpflichtet, bei dem er bis zum Sommer 1997 unter Vertrag stand, aber in den drei Jahren nur insgesamt 17 Mal eingesetzt wurde.
Für die Saison 1997/98 wechselte er zu den UAG Tecos, bei denen er in der ersten Halbsaison zehnmal, in der Rückrunde aber nur noch dreimal zum Einsatz kam.
Anschließend unterschrieb er beim CF Pachuca, mit dem er seine erfolgreichsten Jahre als Torhüter erlebte, obwohl er auch bei den Tuzos „nur erster Ersatztorhüter“ war. Immerhin kam er in seinen fünf Jahren bei Pachuca zu insgesamt fünfzig Einsätzen, wobei er im Torneo Verano 1999 mit zehn Einsätzen seine persönlich erfolgreichste Halbsaison bestritt. Seine sportlich erfolgreichsten Spielzeiten waren die Invierno 1999 und Invierno 2001, in denen er je acht Einsätze absolvierte und mit seiner Mannschaft den Meistertitel gewann. Außerdem gewann er mit den Tuzos im Jahr 2002 den CONCACAF Champions Cup.

## Erfolge
- Mexikanischer Meister: Invierno 1999, Invierno 2001
- CONCACAF Champions’ Cup: 2002